# Atexcal (kommun)
Atexcal är en kommun i Mexiko.   Den ligger i delstaten Puebla, i den sydöstra delen av landet, 190 km sydost om huvudstaden Mexico City. Antalet invånare är 3 624. Arean är 395 kvadratkilometer.
Terrängen i Atexcal är huvudsakligen kuperad, men österut är den bergig.
Följande samhällen finns i Atexcal:
- San Nicolás Tepoxtitlán
- Agua el Gabriel
- Colonia Solidaridad